# Solorden (Peru)

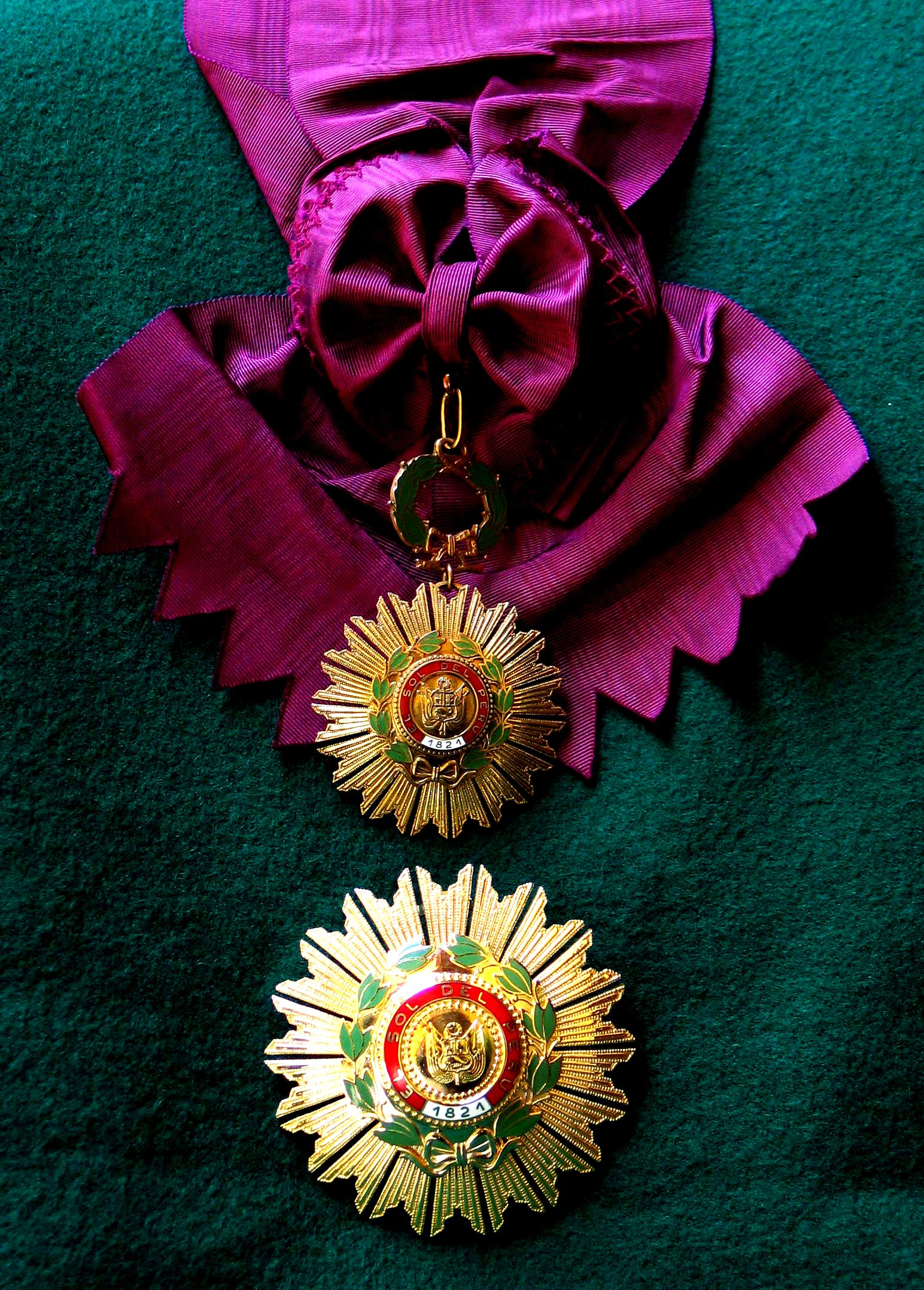
Solorden.

Solorden (spanska: La Orden El Sol del Peru), är en orden instiftad den 8 oktober 1821 av general José de San Martín när han nådde Lima för att belöna dem som hade utmärkt sig i kampen mot de spanska rojalisterna. Orden avskaffades fyra år senare och återinstiftades 1921. Idag är det den högsta utmärkelsen som utdelas av nationen Peru för att belöna märkbara civila och militära meriter. Orden är den äldsta civila utmärkelsen i Amerika.

## Grader
Orden består av sex grader:
- Storkors med diamanter
- Storkors
- Storofficer
- Kommendör
- Officer
- Riddare

| Storkors med diamanter | Storkors | Storofficer |
| Kommendör              | Officer  | Riddare     |

## Innehavare i urval

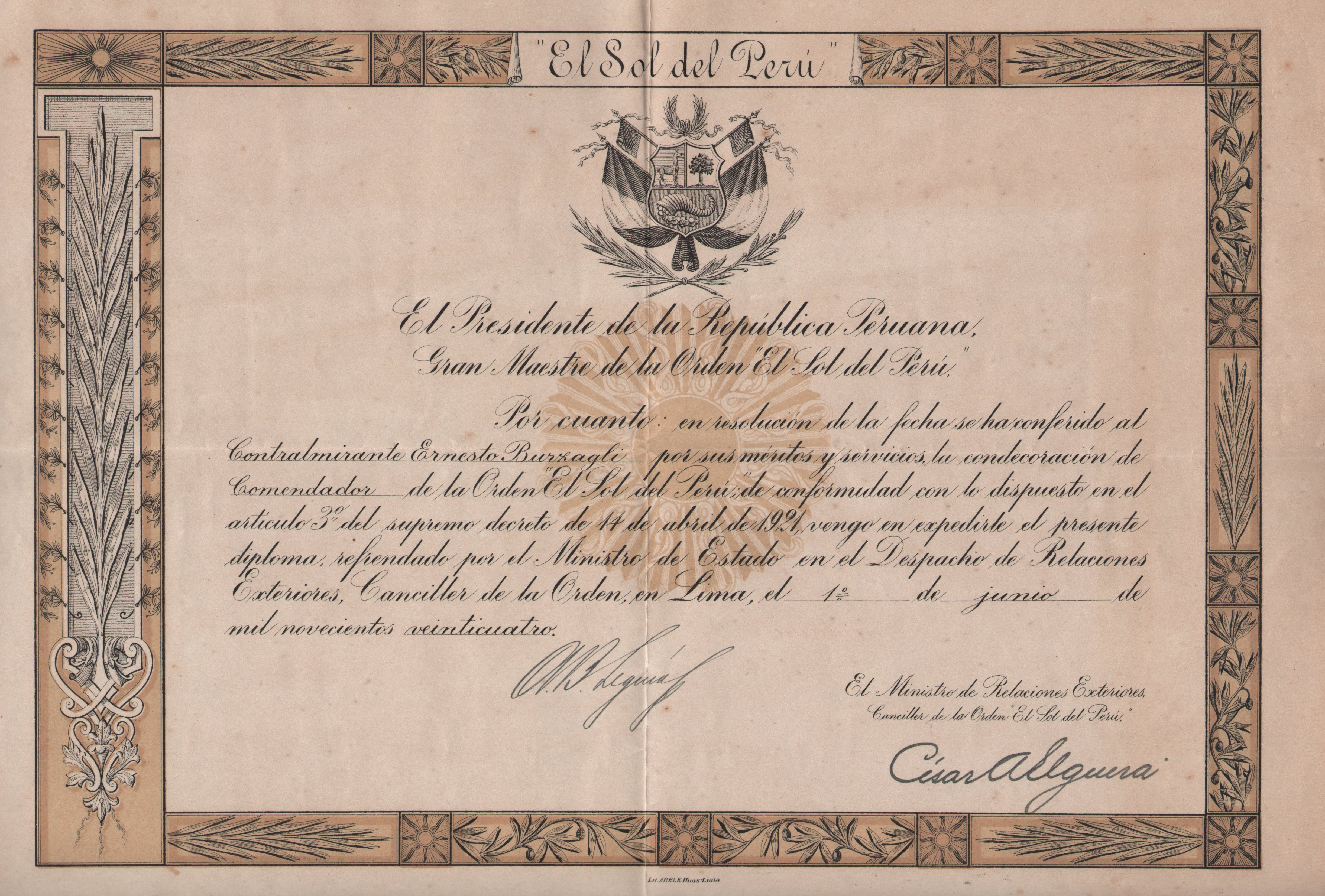
Certifikat som bekräftar att Solorden har tilldelats Ernesto Burzagli av presidenten för republiken Peru 1924.

- Felipe av Spanien
- Edvard VIII av Storbritannien
- Cristina Fernández de Kirchner
- Roberto Dañino
- Rosa Campuzano
- Henry Harley "Hap" Arnold
- G.E. Berrios
- Ernesto Burzagli
- Gerardo Chávez
- Frank Freyer
- Haakon VII av Norge
- Thor Heyerdahl
- Dmitry Medvedev
- Alexei Kosygin
- Ramón Miranda Ampuero
- Pat Nixon, 1970[1]
- Olav V av Norge
- Valentín Paniagua
- Cesar Iglesias Barron
- Maria Reiche
- Manuela Sáenz
- Haile Selassie I av Etiopien
- Andrew B. Shea
- Yma Sumac
- Julio C. Tello
- Pablo Grimberg Umansky
- Donald Tusk
- Disaku Ikeda
- Somchai Wongsawat
- Gian Marco Zignago
- George Papandreou
- Arturo "Zambo" Cavero
- 5:e Markisen av Bristol
- Plácido Domingo
- Jagatjit Singh
- Leonid Brezjnev
- Paul McCartney